# Diecezja Benjamín Aceval
Diecezja Benjamín Aceval (łac. Dioecesis Beniaminacevalensis) – rzymskokatolicka diecezja w Paragwaju. Została erygowana 28 czerwca 1980.

## Główne świątynie
- Katedra: Katedra św. Róży z Limy w Benjamín Aceval

## Ordynariusze
- Mario Melanio Medina Salinas (1980 - 1998)
- Cándido Cárdenas (1998 - 2018)
- Amancio Benítez (od 2018)